# 阿里亚 (市级镇)
阿里亚（羅馬化：Arʹya）是俄罗斯下诺夫哥罗德州的市级镇，属乌连区，地处下诺夫哥罗德州东北部，位于伏尔加河流域内乌斯塔河一支流阿里亚河沿岸，在区行政中心乌连及州府下诺夫哥罗德东北方。镇内设有同名铁路车站。
该地2021年人口有4,613人；2010年人口5,015；2002年人口5,016；1989年人口5,481。